# 野郎どもと女たち
『野郎どもと女たち』（やろうどもとおんなたち、Guys and Dolls）は1955年のアメリカ合衆国のミュージカル映画。マーロン・ブランド、ジーン・シモンズ、フランク・シナトラ、 ヴィヴィアン・ブレインなどが出演した。サミュエル・ゴールドウィン・プロダクションズが製作、MGMが配給した。ジョーゼフ・L・マンキーウィッツが監督および脚本を担当した。
デイモン・ラニアンの2つの短編『"The Idyll of Miss Sarah Brown"』(1933年)および『Blood Pressure』を大まかに原作としている、フランク・レッサー作詞作曲、ジョー・スワーリングおよびエイブ・バロウズ脚本、ブロードウェイ・ミュージカル『ガイズ&ドールズ』を映画化した作品である。ブロードウェイ公演の振付を担当したマイケル・キッドが本作の振付も担当した。

## ストーリー
賭博師のネイサン・デトロイトは無認可のクラップゲーム賭場を開きたいのだが、ブラニガン警部をチーフとしたニューヨーク市警の取締りが厳しい。ネイサンのいつもの場所はブラニガン警部の威圧によりネイサンを締め出す。ビルトモア倉庫が場所を貸そうとするが、オーナーはネイサンにとって大金の前金千ドルを要求する。さらにネイサンの14年に亘る婚約者でナイトクラブ歌手のミス・アデレイドは結婚したがる。アデレイドはネイサンに更生してほしいが、ネイサンは違法賭博しかできない。
ネイサンは、いかなる高額な賭けにも挑戦するギャンブラーで旧知のスカイ・マスタースンと会う。前金千ドルを獲得するため、ネイサンが選んだ女性をスカイがキューバのハバナで夕食を共にできるかどうか賭ける。ネイサンは賭博に反対する救世軍のシスターであるサラ・ブラウン軍曹を指名する。
スカイは賭博を後悔している振りをしてサラに会いに行く。スカイはハバナで夕食を共にしてくれるなら、木曜夜の集会で行なわれる布教活動に10人以上の罪人を参加させると提案する。マチルダ・カートライト将軍から参加者が少ないためブロードウェイ支部を閉鎖すると脅され、サラはネイサンとのデートに同意する。
ネイサンは賭けに勝つと確信し、ハリー・ザ・ホースが招待したマフィアのビッグ・ジュールを含む多くの賭博師を集める。ブラニガン警部がやってきて、ベニー・サウスストリートはネイサンとアデレイドの結婚祝いをやっていると主張する。ネイサンは驚くが、ベニーに合わせざるを得ない。その後ネイサンは賭けに負けたことを知り、アデレイドと結婚せねばならない。
短期間のキューバでの滞在中、スカイはバカルディを入れたミルクセーキでサラの心をひらかせる。2人は互いに恋に落ち始める。2人が夜明けにブロードウェイに戻ると、スカイの助言で一晩中パレードをしていた救世軍のバンドと出会う。警察のサイレンが聞こえ、ネイサン率いる賭博師たちはクラップゲームをしていた救世軍の裏の部屋から逃げ出す。
警察が到着した時にはもう賭博師たちは逃げ出していたが、ブラニガン警部はサラおよび救世軍のメンバーがいなかったことにスカイが関わっているのではないかと疑う。サラも同様に、救世軍の部屋でクラップゲームが行なわれたことにスカイが関わっていたのではないかと疑い、怒ったサラはスカイの弁明と聞くことなくスカイの元から去る。
スカイはサラの布教活動に罪人を連れていく約束をまだ果たせていない。サラは全てを忘れてしまいたいと思っているが、父親代わりのアーヴァイト・アバーナシーはスカイに警告する。
ネイサンは下水道でクラップゲームを続ける。所持金全て失ったビッグ・ジュールは上着を脱ぎ、ネイサンに対戦を挑むがイカサマでネイサンを負かす。スカイがやってきてビッグ・ジュールを殴り、ピストルを奪う。サラの拒否的な態度に傷つき落胆したスカイは、ハバナにサラを連れていけなかったと嘘をつき、賭けに負けたとしてネイサンに千ドルを支払う。ネイサンはビッグ・ジュールに再度賭けを挑むが、ハリー・ザ・ホースはビッグ・ジュールはイカサマ無しで勝つことはできないと語る。スカイはこれを聞き、ある賭けを思いつく。もしスカイが負けたらそれぞれに千ドルを払い、勝てば全員が布教活動に出席する。
スカイは賭けに勝ち、布教活動に人が集まらず閉会しようとした時、大勢の賭博師がやってきて満席となる。賭博師たちは罪を悔いることなく渋々罪を告白する。しかしナイスリー・ナイスリー・ジョンソンは前夜見た夢について語り、布教活動の主旨に沿った形となり皆満足する。
ネイサンはサラに、スカイがキューバ行きの賭けに負けたと語り、スカイが本当は勝っていたことを知るサラはスカイの元に急ぐ。タイムズスクエアの中心でスカイとサラ、ネイサンとアデレイドの合同結婚式が行なわれる。

## キャスト
※括弧内は日本語吹替（初回放送1972年12月24日『劇映画』）
- スカイ・マスタースン: マーロン・ブランド（川合伸旺）
- サラ・ブラウン軍曹: ジーン・シモンズ（草間靖子）
- ネイサン・デトロイト: フランク・シナトラ（大塚周夫）
- アデレイド: ヴィヴィアン・ブレイン（英語版）（桜京美）
- ナイスリー・ナイスリー・ジョンソン: スタッビー・ケイ
- ビッグ・ジュール: B・S・プリイ（英語版）
- ベニー・サウスストリート: ジョニー・シルヴァー（英語版）
- ブラニガン警部: ロバート・キース
- ハリー・ザ・ホース: シェルドン・レナード
- ラスティ・チャーリー: ダニー・デイトン（英語版）
- ソサエティ・マックス: ジョージ・E・ストーン（英語版）
- アーヴァイト・アバーナシー: レジス・トゥーミー（英語版）
- マチルダ・カートライト将軍: キャスリン・ギヴニー（英語版）
- ラヴァーン: ヴィダ・アン・ボーグ（英語版）
- カルヴァン: ケイ・E・カター（英語版）
- キューバの歌手: レネー・レナー
- ホット・ボックス・ガールズ: ゴールドウィン・ガールズ(ジューン・カービー（英語版）、パット・シーハン（英語版）、ラリー・トーマス（英語版）など)[5]
- キューバのシーンでスカイと踊る魅惑的なダンサー: ラリー・トーマス（英語版）

1950年、ブロードウェイ公演でロバート・アルダがスカイ・マスタースン役オリジナル・キャストであった。当初映画版ではジーン・ケリーが有力候補となった。しかしMGMはケリーを本作の製作に貸し出さず、ゴールドウィンが当時興行収入世界一の利益率を誇っていたブランドを起用したかったことからブランドに決定した。皮肉にも本作はケリーの所属するMGMが配給することとなった。シナトラはスカイ役を熱望しており、ブランドとの関係も緊張感が漂った。ハリウッドの批評家のジェイムス・ベーコンによると、シナトラは監督のマンキーウィッツに「マーロンのリハーサルが終わったら行く」と伝えたこともあった。『波止場』(1954年)のテリー・マロイ役にシナトラも候補に挙がっていたが、ブランドに決定していた。
ベティ・グレイブルがアデレイド役を演じることができず、ゴールドウィンは舞台版オリジナル・キャストのヴィヴィアン・ブレインを配役した。マリリン・モンローはアデレイド役への希望を電話で伝えたが、ブレインを配役したい監督のマンキーウィッツには影響しなかった。マンキーウィッツ監督は彼女と再び仕事をすることを嫌がり、彼女からの電話を無視したという説もある。舞台版オリジナル・キャストではブレインの他にスタッビー・ケイ、B・S・プリイ、ジョニー・シルヴァーが映画版でも再演した。
ゴールドウィンはグレース・ケリーをサラ役に配役したかった。しかしケリーは他の契約のために出演できず、ゴールドウィンはデボラ・カーにも打診したが出演できなかった。『デジレ』(1954年)でブランドと共演していたシモンズが3番目の候補となった。ゴールドウィンはシモンズの甘い声、強い演技を気に入り、舞台版より良いコンビになると確信した。未編集の映像を観た監督のマンキーウィッツは「グレース・ケリーにしなくて良かった」「シモンズは才能がありながら過小評価されている。才能についてはずば抜けているのになぜ大スターになっていないのか」と語った。

## 使用楽曲
ゴールドウィンとマンキーウィッツのリクエストにより、フランク・レッサーは「"Pet Me Poppa"」、「"(Your Eyes Are the Eyes of) A Woman in Love"」、そしてシナトラのための「"Adelaide"」の計3曲を映画のために新たに作曲した。舞台版で使用された「 "A Bushel and a Peck"」、「"I've Never Been in Love Before"」、「"My Time of Day"」、「"Marry the Man Today,"」、「"More I Cannot Wish You"」の5曲は映画版では使用されていない。ただし「 "A Bushel and a Peck"」、「"I've Never Been in Love Before"」、「"My Time of Day"」の3曲はインストゥルメンタルのBGMで一部使用されている。批評家のピーター・フィリシアは「映画版しか観たことがない人はブロードウェイ版の名曲を聞き逃している」と記し、映画版で「"Pet Me Poppa"」に置き換えられた「"A Bushel and a Peck"」を例に挙げた。ゴールドウィンは「"A Bushel and a Peck"」が好きでなく、映画版に新曲を所望した。また「"I've Never Been in Love Before"」は「"A Woman in Love"」に置き換えられた。映画版でシナトラの歌唱用に「"Adelaide"」が追加された。また原作のミュージカルでは、ネイサンは『Guys and Dolls』を歌わないが、映画版ではフランク・シナトラの歌唱パートを増やすためにネイサンも歌うことになった。
シモンズやブランドの楽曲はプロの歌手の吹替なしで俳優本人により歌われている。

## 作品の評価

### 映画批評家によるレビュー
Rotten Tomatoesによれば、32件の評論のうち高評価は91%にあたる29件で、平均点は10点満点中7.69点となっている。

### 受賞歴
| 映画祭・賞                 | 部門                                    | 候補                                                                              | 結果       |
| -------------------------- | --------------------------------------- | --------------------------------------------------------------------------------- | ---------- |
| 第28回アカデミー賞         | ミュージカル映画音楽賞                  | ジェイ・ブラックトン シリル・J・モックリッジ                                      | ノミネート |
| 第28回アカデミー賞         | 美術監督賞 (カラー作品)                 | オリバー・スミス（美術） ジョセフ・C・ライト（美術） ハワード・ブリストル（装置） | ノミネート |
| 第28回アカデミー賞         | 撮影賞 (カラー作品)                     | ハリー・ストラドリング                                                            | ノミネート |
| 第28回アカデミー賞         | 衣裳デザイン賞 (カラー作品)             | アイリーン・シャラフ                                                              | ノミネート |
| 第13回ゴールデングローブ賞 | 作品賞 (ミュージカル・コメディ部門)     |                                                                                   | 受賞       |
| 第13回ゴールデングローブ賞 | 主演女優賞 (ミュージカル・コメディ部門) | ジーン・シモンズ                                                                  | 受賞       |
| 第10回英国アカデミー賞     | 総合作品賞                              |                                                                                   | ノミネート |
| 第10回英国アカデミー賞     | 最優秀外国女優賞                        | ジーン・シモンズ                                                                  | ノミネート |
| 第8回全米脚本家組合相      | 全米ミュージカル脚本賞                  | ジョーゼフ・L・マンキーウィッツ                                                   | ノミネート |

アメリカン・フィルム・インスティチュートは2004年、楽曲「"Luck Be a Lady"」をアメリカ映画主題歌ベスト100の第42位に、2006年、本作をミュージカル映画ベストの第23位にランクインした。

## リメイク
2013年初頭、20世紀フォックスはミュージカルの映画化権を取得し、リメイクを計画していた。2019年3月、トライスター ピクチャーズはリメイク権を獲得し、1年後、ビル・コンドンが監督として雇われた。